# Валь-Куенон
Валь-Куенон (фр. Val-Couesnon) — муніципалітет у Франції, у регіоні Бретань, департамент Іль і Вілен. Валь-Куенон утворено 1 січня 2019 року шляхом злиття муніципалітетів Антрен, Ла-Фонтенель, Сент-Уан-ла-Руері i Трамбле. Адміністративним центром муніципалітету є Антрен. Населення — 4102 особи (01.01.2021).